# Da Buzz
Da Buzz é um grupo sueco do gênero eurodance, que faz muito sucesso, especialmente em sua terra natal. Chegaram a participar no Melodifestivalen com a canção "Stop Look Listen" (Pare Olhe Ouça). Em 2009, a banda anunciou que entraria em um período de inatividade por um prazo indeterminado.

## Discografia

### Álbuns
| 2000 | Da Sound              | 16 |
| 2002 | Wanna Be with Me      | 19 |
| 2003 | More Than Alive       | 2  |
| 2004 | Dangerous - The Album | 6  |
| 2006 | Alive & Dangerous     | -  |
| 2006 | Last Goodbye          | 18 |
| 2007 | The Greatest Hits     | 35 |

## Singles
| 1999 | "Paradise"                      | Da Sound              | 47 |
| 2000 | "Do You Want Me"                | Da Sound              | 6  |
| 2000 | "Let Me Love You"               | Da Sound              | 10 |
| 2001 | "Believe in Love"               | Da Sound              | 35 |
| 2002 | "Wanna Be with Me"              | Wanna Be with Me      | 3  |
| 2002 | "Wonder Where You Are"          | Wanna Be with Me      | 17 |
| 2002 | "Stronger Than Words Can Say"   | Wanna Be with Me      | 52 |
| 2003 | "Alive"                         | More Than Alive       | 1  |
| 2003 | "Tonight (Is the Night)"        | More Than Alive       | 2  |
| 2003 | "Wanna Love You Forever"        | More Than Alive       | -* |
| 2004 | "Dangerous"                     | Dangerous - The Album | 5  |
| 2004 | "How Could You Leave Me"        | Dangerous - The Album | 28 |
| 2004 | "Come Away with Me"             | Dangerous - The Album | -* |
| 2006 | "Last Goodbye"                  | Last Goodbye          | 1  |
| 2006 | "Without Breaking"              | Last Goodbye          | 11 |
| 2007 | "Soon My Heart" / "World for 2" | Last Goodbye          | 39 |
| 2007 | "Take All My Love"              | The Greatest Hits     | 8  |
| 2007 | "Baby Listen to Me"             | The Greatest Hits     | 7  |

- * São singles de download apenas.  "Wanna Love You Forever" e "Come Away with Me" não teriam como figurar na parada da Suécia pois na época em que foram lançados, downloads não eram considerados pela parada. "Soon My Heart" figurou na parada de vendas por download apenas, que só passaram a ser considerados pela parada em janeiro de 2007.